# Bideford, Westward Ho! and Appledore Railway
| Streckenverlauf in gelber Farbe. Die Längengrade haben einen Abstand von 2 Meilen. |                      |                              |                              |
| Streckenlänge: | 11,4 km              |                              |                              |
| Spurweite: | 1435 mm (Normalspur) |                              |                              |
| Minimaler Radius: | 49,1 m               |                              |                              |
| |                      |                              |                              |
| \| \| 0,0 \| Bideford East-the-Water \| (Torridge-Hafen) \| \| \| 0,4 \| Bideford Strand Road \| Bideford Strand Road \| \| \| \| Bideford The Causeway \| \| \| \| \| Kenwith Castle Halt \| \| \| \| \| Abbotsham Road \| \| \| \| \| Cornborough Cliffs \| \| \| \| 6,4 \| Westward Ho! \| Westward Ho! \| \| \| 7,2 \| Westward Ho! Beach Road Halt \| Westward Ho! Beach Road Halt \| \| \| 9,6 \| Northam \| Northam \| \| \| \| Richmond Road Halt \| \| \| \| \| Lovers Lane \| \| \| \| 11,4 \| Appledore \| Appledore \| |                      |                              |                              |
| Kopfbahnhof Streckenanfang (Strecke außer Betrieb) | 0,0                  | Bideford East-the-Water      | (Torridge-Hafen)             |
| Haltepunkt / Haltestelle (Strecke außer Betrieb) | 0,4                  | Bideford Strand Road         | Bideford Strand Road         |
| Haltepunkt / Haltestelle (Strecke außer Betrieb) |                      | Bideford The Causeway        | Bideford The Causeway        |
| Haltepunkt / Haltestelle (Strecke außer Betrieb) |                      | Kenwith Castle Halt          | Kenwith Castle Halt          |
| Haltepunkt / Haltestelle (Strecke außer Betrieb) |                      | Abbotsham Road               | Abbotsham Road               |
| Haltepunkt / Haltestelle (Strecke außer Betrieb) |                      | Cornborough Cliffs           | Cornborough Cliffs           |
| Bahnhof (Strecke außer Betrieb) | 6,4                  | Westward Ho!                 | Westward Ho!                 |
| Haltepunkt / Haltestelle (Strecke außer Betrieb) | 7,2                  | Westward Ho! Beach Road Halt | Westward Ho! Beach Road Halt |
| Bahnhof (Strecke außer Betrieb) | 9,6                  | Northam                      | Northam                      |
| Haltepunkt / Haltestelle (Strecke außer Betrieb) |                      | Richmond Road Halt           | Richmond Road Halt           |
| Haltepunkt / Haltestelle (Strecke außer Betrieb) |                      | Lovers Lane                  | Lovers Lane                  |
| Kopfbahnhof Streckenende (Strecke außer Betrieb) | 11,4                 | Appledore                    | Appledore                    |

Die Bideford, Westward Ho! and Appledore Railway (BWH&AR) war eine Eisenbahngesellschaft mit genau einer Eisenbahnstrecke in Südwestengland. Wie allgemein in England üblich, wurde die Strecke in Normalspur (1435 mm) angelegt. Obwohl es in Bideford bereits einen weiteren Bahnhof gab, hatte die Strecke während ihrer gesamten Geschichte keine Gleisverbindung zu anderen Bahnen. Der Bahnbetrieb erfolgte also im sogenannten Inselbetrieb, wobei keine der Kriterien für diesen Betrieb bei der BWH&AR zutreffen: Weder befindet sich die Strecke allein ohne andere Eisenbahnen auf einer geografischen Insel, noch wurden je Teile der Strecke zu anderen Strecken stillgelegt, die zu diesem Inseldasein geführt hätten. Der Grund ist in der nie erfolgten Überbrückung des hier recht breiten Flusses Torridge zu suchen.
Auch der Name der Gesellschaft ist eine Besonderheit. Weltweit gab und gibt es keine Eisenbahngesellschaft mit einem Ausrufezeichen im Namen. „Westward Ho!“ ist die offizielle Bezeichnung des Badeortes und wurde daher auch in den Namen der Gesellschaft übernommen. Der Name kommt von dem gleichnamigen Roman von Charles Kingsley, der einen Touristenansturm auf die Halbinsel an der Mündung des Taw ausgelöst und zu der Neuanlage des Ortes geführt hatte.
Die elf Kilometer lange Strecke wurde in mehreren Etappen zwischen 1901 und 1908 eröffnet und 1917 geschlossen, nachdem die drei Lokomotiven für den französischen Einsatz im Ersten Weltkrieg vom Kriegsministerium requiriert worden waren. Sie sind danach nie zurückgekehrt. Einheimische sprechen davon, sie wären im Ärmelkanal versunken. Eine Wiedereröffnung wurde zwar erwogen, aber nicht mehr als existenzfähig angesehen.

## Geschichte
Die Planungen zum Bau dieser Eisenbahn begannen bereits in den frühen 1860er Jahren, als eine Brücke über den hier ca. 400 Meter breiten Fluss Torridge geplant wurde. Haltestellen sollten in Northam, Appledore, Clovelly, Hartland und Bude eingerichtet werden. 1866 wurde der erste Spatenstich von einem der Direktoren der Gesellschaft, Sir Stafford Northcote, 1. Earl of Iddesleigh, der auch Mitglied des Britischen Parlaments war, vorgenommen, die Strecke wurde so aber nie gebaut. Die ursprünglichen Planungen wurden dahingehend geändert, dass auf dem Weg nach Appledore ein Schwenk über Westward Ho! anstatt des ursprünglich südlicheren Bogens vorgesehen wurde. Kurz nach dem (zweiten) ersten Spatenstich (diesmal von der Tochter des Direktors), war der Investor bereits bankrott und das Projekt wurde aufgegeben.
Als neuer Investor traten am 21. Mai 1896 die Electrical Federation Offices in London auf. Kurz darauf, auf jeden Fall vor dem 24. April 1901, übernahm die British Electric Traction Company (BET) die Geschäftstätigkeit. An diesem Tag wurde die einspurige Gleisanlage bis Northam eröffnet. Der verbleibende Abschnitt bis Appledore ging am 1. Mai 1908 in Betrieb und kostete £ 10.000.

## Bahnbetrieb

### Wagenpark

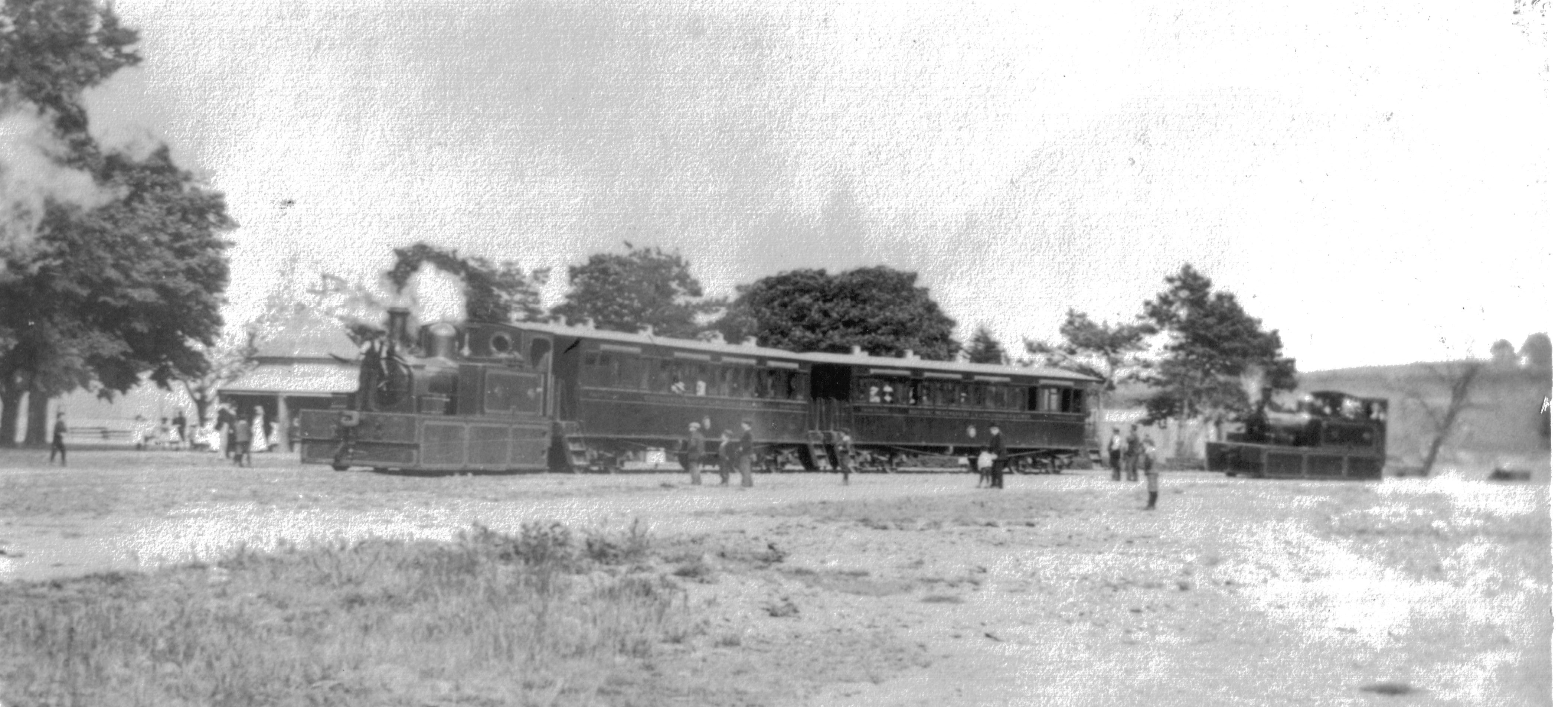
Bahnhofszenerie in Bideford mit zwei Lokomotiven

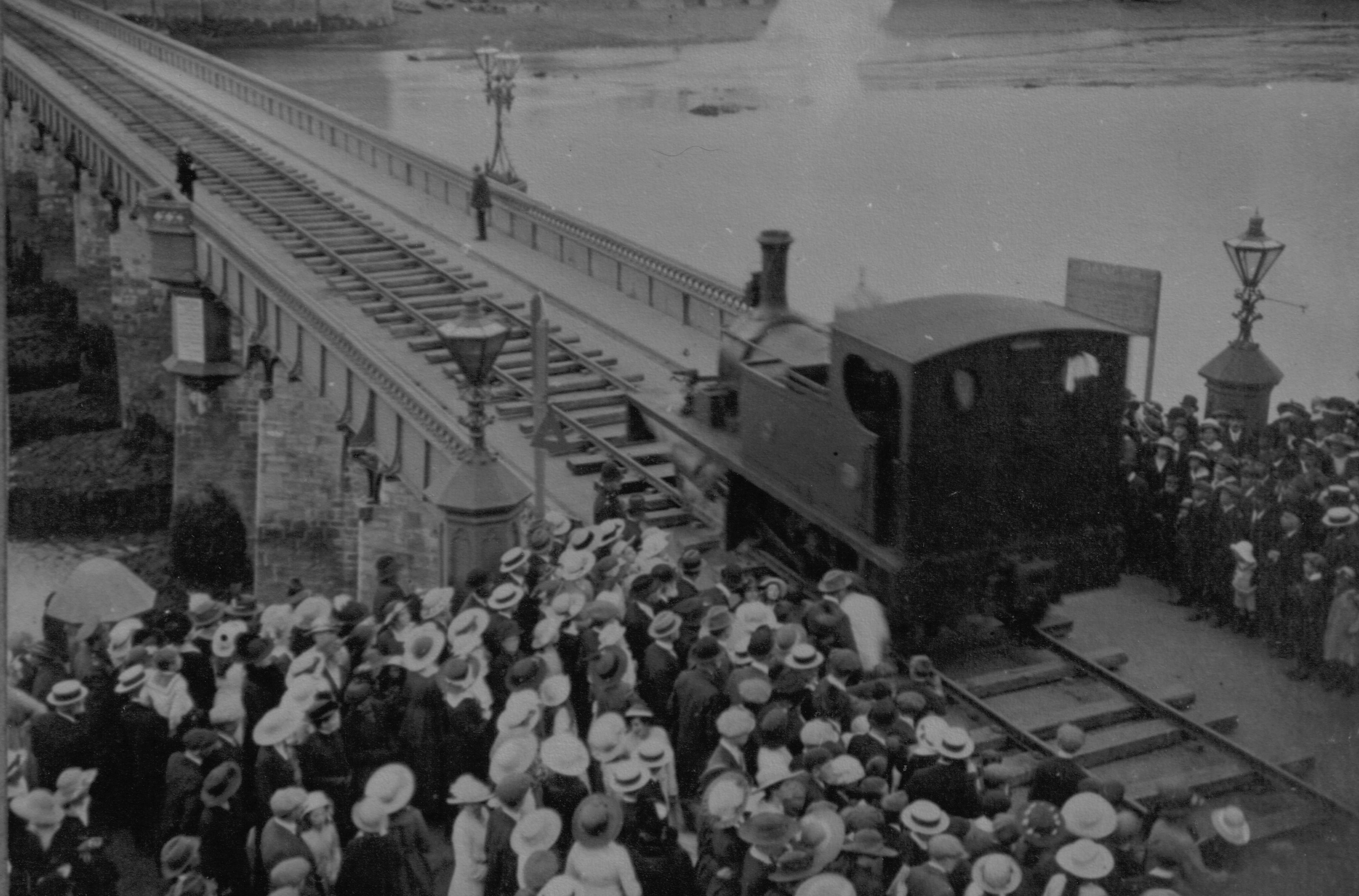
Verabschiedung einer Lokomotive über die Bideford Bridge 1917 in den Kriegseinsatz auf einem provisorisch verlegten Gleisbett

Das Bahndepot für Lokomotiven und Wagen befand sich im Ausgangsbahnhof Bideford. Die Strecke der BWH&AR wurde sowohl zum Personen-, als auch zum Gütertransport konzipiert. Ein großes Werk in der Stadt sorgte für regen Personenverkehr. So wurden bereits nach einem halben Jahr Betriebstätigkeit über 8.500 beförderte Personen gezählt. Trotz Neuanschaffung von rollendem Material fuhren die Fahrgäste zum Teil auf den Trittstufen.
- vier von sechs Wagen mit einer Länge von 45 Fuß war für die Kombination 2./3. Klasse bestimmt. Jeder der Drehgestell-Personenwagen fasste 40 Personen
- die anderen beiden nur für die 3. Klasse fasste 60 Fahrgäste und war 60 Fuß lang.

Ferner gab es sechs weitere, kunstvoll gefertigte Wagen. Diese waren außen mit dem Wappen der Bahngesellschaft verziert. Innen dominierte Teakholz. Die Decke war mit Linkrusta verkleidet. Die Innenbeleuchtung wurde mit Azetylen-Gasbeleuchtung realisiert.
- vier davon mit 48 Fuß Länge für 10 Fahrgäste erster Klasse und 40 in der dritten Klasse,
- zwei weitere nur für die dritte Klasse bei 66 Fuß Wagenlänge.

Die Personenwagen wurden von der Bristol Wagon and Carriage Works Company gebaut. In der Regel bestanden die Personenzüge aus zwei Wagen, während des Winterfahrplans meist aber nur aus einem. In der Urlaubszeit wurden teilweise jedoch auch bis zu vier Wagen lange Züge gebildet, sodass mehrere hundert Personen gleichzeitig transportiert werden konnten.
Auf der Strecke liefen ferner acht Gedeckte Güterwagen, die zu beiden Seiten eine mittlere Schiebetür hatten, sowie ein kombinierter Packwagen für Güter- und Personentransport.

### Lokomotiven
Im Einsatz waren drei baugleiche 1B1-Dampflokomotiven der Hunslet Engine Company aus Leeds. Sie erreichten Spitzengeschwindigkeiten von 60 km/h, fuhren aber meist nicht schneller als 50 km/h. Bei Stürmen im Winter wurde oft wesentlich langsamer gefahren. In den Straßen im Bereich ohne eigene Trasse waren nur 4 mph (6,4 km/h) erlaubt.
Die Lokomotiven hatten ein Brutto-Eigengewicht von annähernd 27 t und konnten bis zu 97 t ziehen. Sie waren ursprünglich schwarz, wurden dann grün und danach kirschrot lackiert, bevor sie, kriegsbedingt, wieder auf schwarz wechselten.
Da die gesamte Strecke keine Drehscheibe besaß, wurden die Loks im Fahrtrichtungs-Wechselbetrieb eingesetzt. Zwei Fahrzeuge zeigten in Richtung Appledore, eines in Richtung Bideford.

### Fahrplan

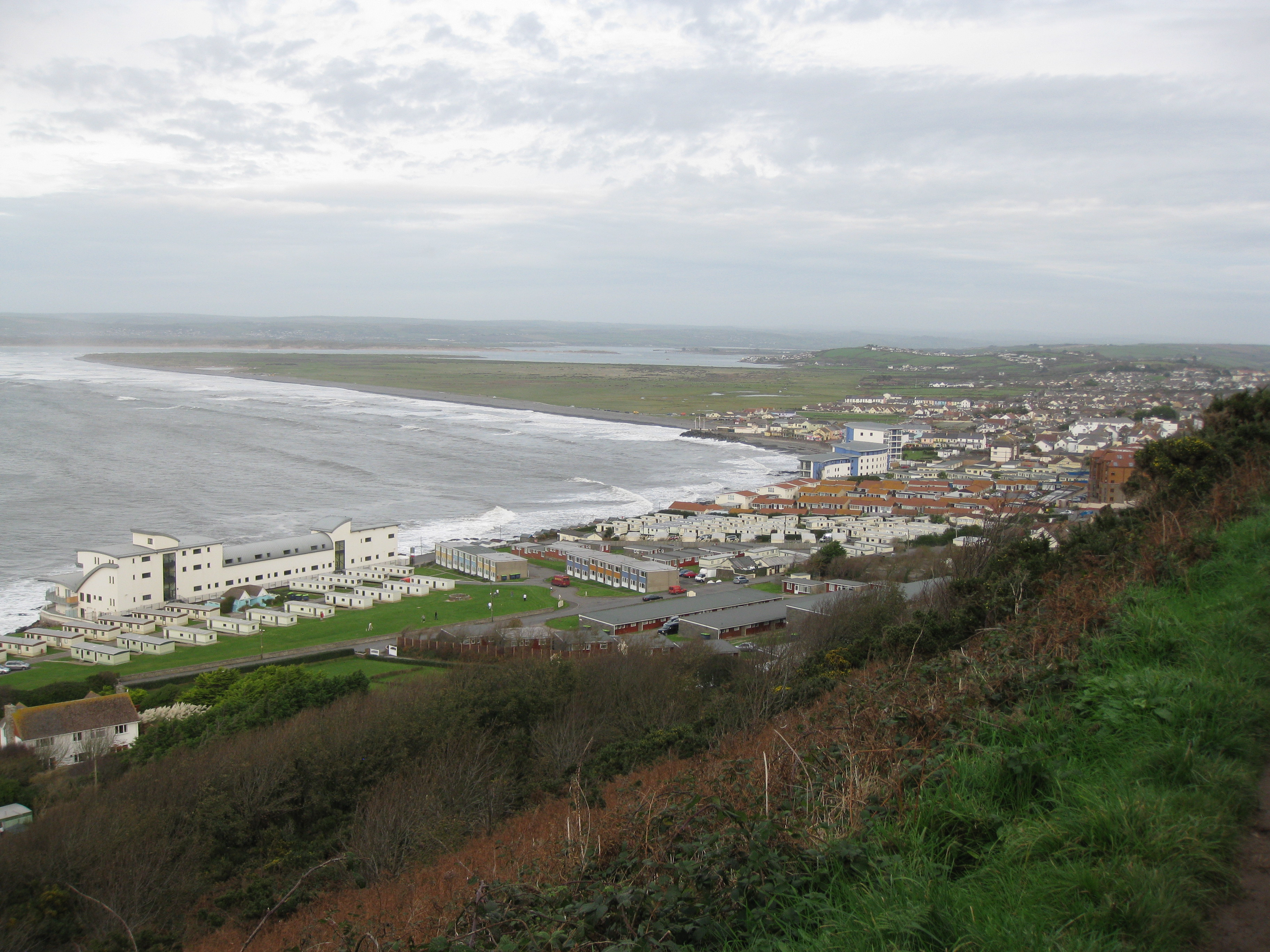
Westward Ho! heute; unmittelbar vor den weißen Häusern links verlief von 1901 bis 1917 die Strecke

Die im Fahrplan angegebenen Zeiten sagten aus, dass der Zug nicht vor der betreffenden Zeit losfahren würde. Nur die als „Station“ ausgewiesenen Bahnhöfe wurden sicher angefahren, die anderen Halte waren Bedarfshaltestellen. Expresszüge hielten nur an den Bahnhöfen und benötigten statt 20 Minuten nur 15 Minuten auf der gesamten Fahrtstrecke zwischen Bideford und Northam.
Waren zwei Maschinen in Dampf, konnte ein Halbstunden-Takt gefahren werden, in der Regel verkehrten die Züge im Sommer aber stündlich. Im Sommer 1906 verkehrten laut Fahrplan 15 Züge je Richtung, sonntags nur vier Mal. Vier Jahre später war der Plan auf zehn Fahrten reduziert mit einer zusätzlichen Fahrt an Markttagen, sonntags war kein Verkehr angegeben. Für den Winterfahrplan 1917, der am 1. November in Kraft getreten wäre, waren sieben Fahrten vorgesehen, nur waren die Lokomotiven längst in Frankreich. Die Nachfolge traten Pferdebusse an.

## Weiterführende Literatur
- Barber, Chips (2003). Devon’s Railways of Yesteryear. Obelisk Publications, ISBN 1-903585-11-2, P. 25.
- Casserley, H.C. Light railways of Britain. Pub. D. Bradford Barton Ltd, ISBN 0-85153-321-3, P. 63.
- Clamp, Arthur. L. Motoring & Seeing Old Railways in Devon. Westway Guides.
- Garner, Rod (2008) The Bideford, Westward Ho! & Appledore Railway. Pub. Kestrel books and Rod Garner, ISBN 978-1-905505-09-8.
- Page, H. (1992) Industrial Locomotives of South-Western England. Indust Rail Soc. Handbook.
- Smith, M. (1994). Britain’s Light Railways. Pub. Ian Allan.

## Externe Quellen
- The Westward Ho! History Group.
- An Outline History of the B,WH! & A,R.
- The Official Guide to the South West Path.